# 쇤브룬 조약
쇤브룬 조약(프랑스어: Traité de Schönbrunn, 독일어: Friede von Schönbrunn)은 1809년 10월 14일 오스트리아 빈의 쇤브룬 궁전에서 오스트리아 제국과 프랑스 사이에 체결된 평화 조약으로 제5차 대프랑스 동맹을 해체시킨 조약이다.
이 조약에 따라 오스트리아는 잘츠부르크를 바이에른 왕국에, 갈리치아 서부를 바르샤바 공국에, 테르노필을 러시아 제국에 할양했으며 트리에스테, 크로아티아 사바강 남부 지방을 프랑스에 할양하게 된다.